# Harrington (Washington)
Harrington es una ciudad ubicada en el condado de Lincoln en el estado estadounidense de Washington. En el año 2000 tenía una población de 426 habitantes y una densidad poblacional de 433,3 personas por km².

## Geografía
Harrington se encuentra ubicada en las coordenadas 47°28′49″N 118°15′20″O / 47.48028, -118.25556.

## Demografía
Según la Oficina del Censo en 2000 los ingresos medios por hogar en la localidad eran de $29.792, y los ingresos medios por familia eran $45.000. Los hombres tenían unos ingresos medios de $30.625 frente a los $16.563 para las mujeres. La renta per cápita para la localidad era de $17.744. Alrededor del 12,0% de la población estaban por debajo del umbral de pobreza.